# الدورة 38 للجنة التراث العالمي
الدورة 38 للجنة التراث العالمي انعقدت في الفترة من 15 إلى 25 يونيو 2014 في مدينة الدوحة عاصمة قطر.

## الإضافات الجديدة

### الأماكن الطبيعية الجديدة
تم إضافة أربعة مواقع طبيعية جديدة وهي:
- دلتا أوكافانغو في بوتسوانا.
- منتزه الهيمالايا العظمى الوطني في الهند.
- ملاذ الحيوانات والنباتات البرية لسلسلة جبال هاميغيتان في الفلبين.
- ستيفنز كلينت في الدنمارك.

### الأماكن الثقافية الجديدة
21 موقع ثقافي جديد تم تسجيله وهم:
- مدن بيو القديمة في بورما.
- عدة مواقع عثمانية في مدينتي جوماليكيزيك وبورصة في تركيا.
- قلعة أربيل في العراق.
- مصنع غزل الحرير في توميوكا في اليابان.
- كهف شوفيه في فرنسا.
- القناة الكبرى في الصين.
- منتزه بيت جبرين الوطني وكهف ماريشا في إسرائيل.
- المجمع التاريخي والأثري في مدينة بولغار في روسيا.
- نامهانسانسيونغ في كوريا الجنوبية.
- حقول الكروم والزياتين في بتير في فلسطين.
- حقول النبيذ في أنغي ومونفيراتو في إقليم بييمونتي في إيطاليا.
- بيرغامون ومناظرها الطبيعية في تركيا.
- كهاباك نيان أو ما تسمى طرق الإنكا في الأرجنتين، بوليفيا، تشيلي، كولومبيا، البيرو، الإكوادور.
- راني كي فاف في الهند.
- البعض من طريق الحرير في الصين، كازاخستان وقرغيزيستان.
- شهر السوخته أو المدينة المحترقة في إيران.
- الأراضي الأثرية في بوفرتي بوينت في الولايات المتحدة.
- مصنع فان نال في هولندا.
- مدينة جدة القديمة (بوابة مكة) في السعودية.
- وستوارك (المرتفعات الغربية الكارولنجية) ودير كورفي في ألمانيا.
- الدوائر الصخرية في كوستاريكا.

### مواقع أخرى
كذلك تم إضافة موقع مختلط (ثقافي-طبيعي) واحد وهو:
- المناظر الطبيعية ترانغ أن في فيتنام.

وتم أيضا التمديد في أربعة مواقع أخرى وهي:
- 2 طبيعية:
  - غابة بياوفيجا في ألمانيا.
  - بحر وادن في ألمانيا، الدنمارك، هولندا.
- 2 مواقع مختلطة (ثقافية-طبيعية):
  - مدينة المايا والغابات الاستوائية المحمية في كالاكمول وكامبيش في المكسيك.
  - كارست جنوب الصين في الصين.

## مقالات ذات صلة
- لجنة التراث العالمي.
- مواقع التراث العالمي.
- يونسكو

## روابط خارجية
- الصفحة الرسمية للدورة 38 على موقع لجنة التراث العالمي.
- الموقع الرسمي للدورة 38.
- الموقع الرسمي للجنة التراث العالمي.